# Драгичени (Олт)
Драгичени (рум. Drăghiceni) насеље је у Румунији у округу Олт у општини Драгичени. Oпштина се налази на надморској висини од 135 m.

## Становништво
Према подацима из 2002. године у насељу је живело 1926 становника, од којих су сви румунске националности.

### Хронологија
| Година       | 1992 | 1993 | 1994 | 1995 | 1996 | 1997 | 1998 | 1999 | 2000 | 2001 | 2002 | 2003 | 2004 | 2005 | 2006 | 2007 | 2008 | 2009 | 2010 | 2011 | 2012 | 2013 | 2014 | 2015 | 2016 | 2017 |
| ------------ | ---- | ---- | ---- | ---- | ---- | ---- | ---- | ---- | ---- | ---- | ---- | ---- | ---- | ---- | ---- | ---- | ---- | ---- | ---- | ---- | ---- | ---- | ---- | ---- | ---- | ---- |
| Становништво | 2035 | 2015 | 2021 | 2002 | 1992 | 1980 | 1979 | 1962 | 1965 | 1956 | 1924 | 1906 | 1923 | 1898 | 1871 | 1847 | 1845 | 1848 | 1844 | 1820 | 1817 | 1804 | 1813 | 1794 | 1804 | 1804 |